# Први илирски рат
Први илирски рат је трајао од 229. п. н. е. до 228. п. н. е. Повод је била римска забринутост за трговачке руте на Јадрану.
Након Првог пунског рата ојачала је илирска држава која је представљала федерацију разних племена. Илири су се углавном бавили гусарством и пљачкали су бродове који су пролазили Јадранским морем. Од гусара страдали су и римски трговци. Римљани су упутили посланство краљици Теути, али су римски захтеви одбијени, а један посланик је чак и убијен. То је послужио као повод за рат.
Римски сенат је послао војску на челу са Луцијем Постумијем Албином. Римљани су лако 229. п. н. е. отерали илирске гарнизоне из грчких градова Епидамноса, Аполоније, Коркире и Фаруса те у њима успоставили протекторате. Илирима је такође одузезо право да слободно плове и морали су да плаћају данак.